# جورج إم. سوليفان
جورج إم. سوليفان هو سياسي أمريكي، ولد في 31 مارس 1922 في بورتلاند في الولايات المتحدة، وتوفي في 23 سبتمبر 2009 في أنكوريج في الولايات المتحدة بسبب سرطان الرئة. نشط حزبياً في الحزب الجمهوري. وقد انتخب عضو مجلس نواب ألاسكا ‏.